# The Show Must Go On (Queen-Lied)

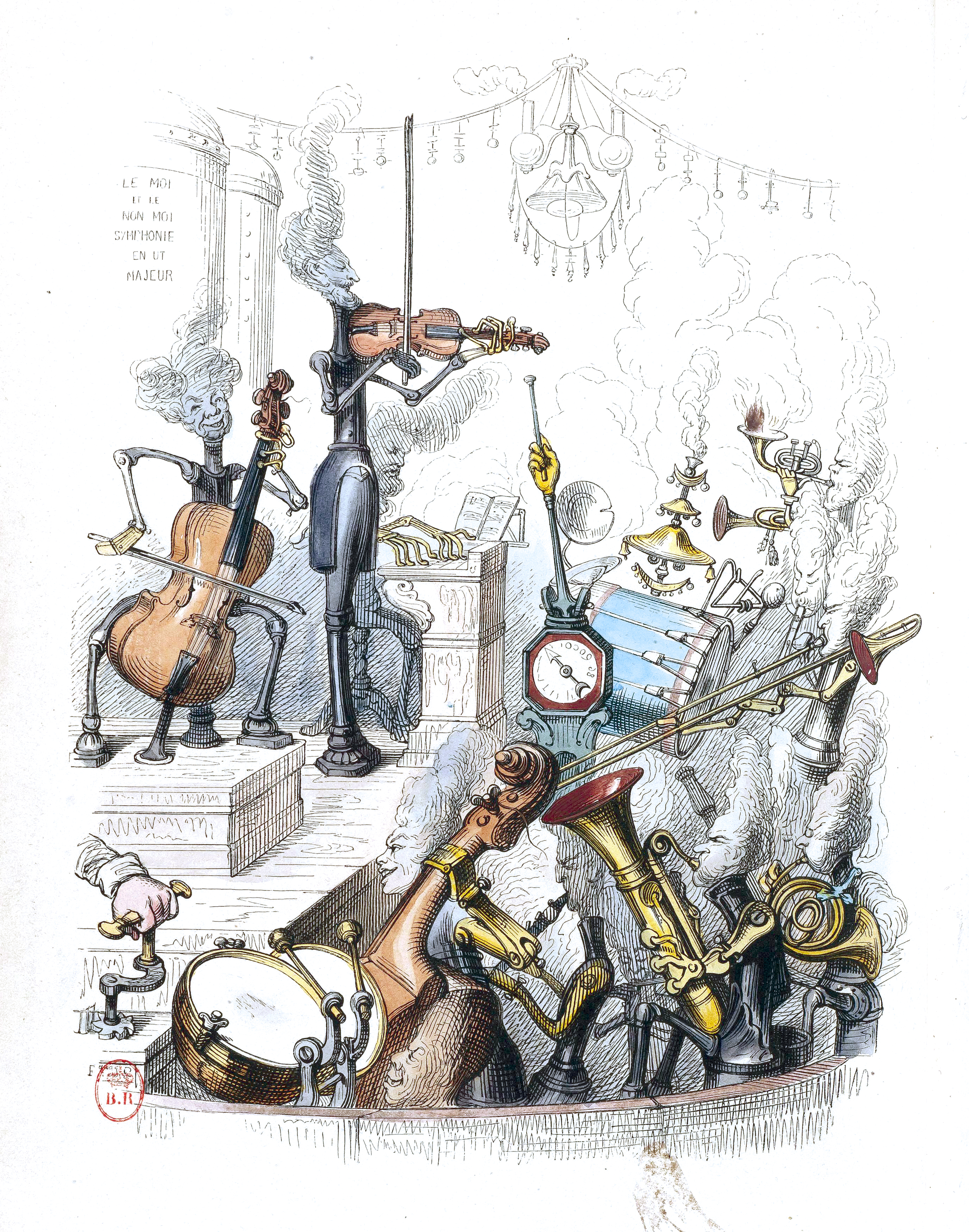
Grandville: Das Dampfconcert. Illustration aus Un Autre Monde (1843/44)

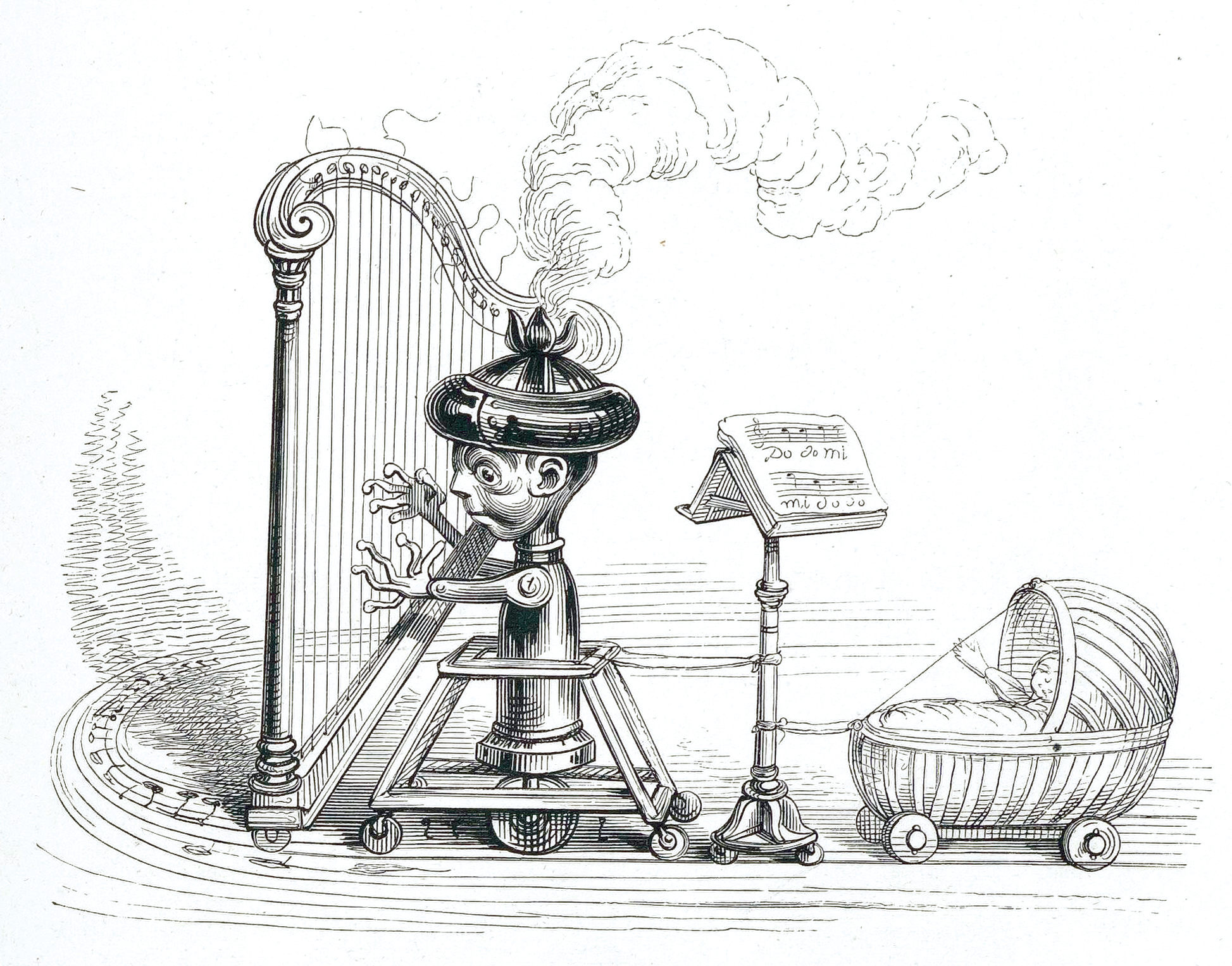
Für die Coverrückseite verwendete Grafik (Un Autre Monde)

The Show Must Go On ist ein Rocksong der britischen Band Queen. Er wurde im Oktober 1991 als Single aus ihrem Album Innuendo veröffentlicht und diente zugleich zur Promotion des Albums Greatest Hits II, auf dem das Stück auch enthalten ist. Das Cover-Artwork der Single basiert auf Zeichnungen des französischen Künstlers Grandville.
Der Titel des Songs ist eine Anspielung auf das gleichnamige Sprichwort/die gleichnamige Phrase, u. a. vorkommend in der Unternehmenbranche, nach der man trotz aller Umstände und Schwierigkeiten weitermachen soll, die "Show also weitergehen muss".

## Entstehung
John Deacon und Roger Taylor spielten die Akkordsequenz, auf die Brian May gemeinsam mit Freddie Mercury Melodie und Text legten, wobei May die Melodie schrieb und auch die Bridge zufügte und Mercury den Text verfasst hat.

The Show Must Go On came from Roger and John playing the sequence, and I started to put things down. At the beginning, it was just this chord sequence, but I had this strange feeling that it could be somehow important, and I got very impassioned and went and beavered away at it. I sat down with Freddie, and we decided what the theme should be and wrote the first verse. It's a long story, that song, but I always felt it would be important because we were dealing with things that were hard to talk about at the time, but in the world of music, you could do it.

„The Show Must Go On entstand, als Roger und John die Sequenz spielten, und ich begann, die Dinge aufzuschreiben. Am Anfang war es nur eine Akkordfolge, aber ich hatte das seltsame Gefühl, dass sie irgendwie wichtig sein könnte, und ich wurde sehr leidenschaftlich und fing an, daran zu tüfteln. Ich setzte mich mit Freddie zusammen, und wir entschieden, wie das Thema lauten sollte, und schrieben die erste Strophe. Der Song ist eine lange Geschichte, aber ich hatte immer das Gefühl, dass er wichtig sein würde, weil wir uns mit Dingen beschäftigten, über die man damals nur schwer sprechen konnte, aber in der Welt der Musik konnte man es tun.“

Auf einigen Demoversionen ist Brian May als Sänger zu hören. Da sein Stimmumfang nicht ausreichte, um das Lied in Bruststimme zu singen, sang er einen Teil des Songs mit Kopfstimme. Hintergrund war, dass die Band Zweifel hatte, ob Mercury wegen seiner bereits weit fortgeschrittenen Erkrankung noch in der Lage sein würde, das Lied zu singen. Doch als die Aufnahmen anstanden, trank Mercury laut May eine erhebliche Menge Wodka in einem Zug, stellte die Flasche energisch ab, sagte: „I'll fuckin do it, darling!“ („Ich werde es verdammt noch mal machen, Schätzchen!“) und sang das Lied in einem einzigen Take ein, der dann verwendet wurde. May sagte, er halte es für eine von Mercurys besten Gesangsleistungen.
Auf dem Album spielte May den Synthesizer, einen Yamaha DX7 und auch die Gitarre. Die Rückung vor der dritten Strophe war ein Vorschlag des Produzenten David Richards.

## Stil
The Show Must Go On ist eine Rockballade in h-Moll. Das Lied beginnt mit einem Synthesizer-Streicher-Intro. Vor der zweiten Strophe führt eine Rückung das Lied nach cis-Moll, jedoch wird es im Refrain wieder nach h-Moll zurückgeführt. In der Bridge („My soul is painted like the wings of butterflies“, "Meine Seele ist bunt angemalt wie die Flügel von Schmetterlingen.") wechselt das Lied nach F-Dur.

## Aufführung
Das Lied wurde am 20. April 1992 während des Freddie Mercury Tribute Concerts von den drei verbleibenden Queen-Mitgliedern mit Elton John als Sänger live gespielt. Tony Iommi übernahm die Rhythmusgitarre. Eine Liveversion von 1997 mit Elton John erschien auch auf Greatest Hits III. Das Lied wurde später auch von Queen + Paul Rodgers live gespielt.

## Musikvideo
Aufgrund des sich rapide verschlechternden Gesundheitszustandes von Freddie Mercury wurde für die Veröffentlichung der Single kein neues Material des Leadsängers für das Musikvideo gedreht, mit Ausnahme einer kurzen Einstellung am Ende des Videos, die die Band im Studio zeigt. Stattdessen enthält es eine Collage an Ausschnitten von Queen-Videos von 1981 bis 1991: I Want to Break Free, Breakthru, Friends Will Be Friends, Im Going Slightly Mad, Radio Ga Ga, The Miracle, Scandal, The Invisible Man, Headlong, Calling All Girls, Innuendo, Back Chat, Who Wants to Live Forever und One Vision.

## Kommerzieller Erfolg

### Chartplatzierungen
The Show Must Go On erreichte in den deutschen Charts Platz sieben. In Großbritannien stieg das Stück bis auf Platz 16, in den Vereinigten Staaten – wo die Single erst Anfang 1992 erschien – erreichte es Platz 40 der Mainstream Rock Charts. The Show Must Go On war die letzte Singleveröffentlichung von Queen, bevor Mercury am 24. November 1991 starb. Nach seinem Tod stieg das Lied in Großbritannien erneut in die Charts ein. In Deutschland platzierte es sich erst Ende Dezember 1991 in den Charts.
| ChartsChartplatzierungen     | Höchstplatzierung | Wochen |
| ---------------------------- | ----------------- | ------ |
| Deutschland (GfK)            | 7 (23 Wo.)        | 23     |
| Schweiz (IFPI)               | 11 (11 Wo.)       | 11     |
| Vereinigtes Königreich (OCC) | 16 (10 Wo.)       | 10     |

| ChartsJahrescharts (1992) | Platzierung |
| ------------------------- | ----------- |
| Deutschland (GfK)         | 46          |

### Auszeichnungen für Musikverkäufe
| Land/Region                  | Auszeichnungen für Musikverkäufe (Land/Region, Auszeichnung, Verkäufe) | Verkäufe  |
| ---------------------------- | ---------------------------------------------------------------------- | --------- |
| Brasilien (PMB)              | Gold                                                                   | 30.000    |
| Dänemark (IFPI)              | Gold                                                                   | 45.000    |
| Frankreich (SNEP)            | Silber                                                                 | 125.000   |
| Italien (FIMI)               | Platin                                                                 | 50.000    |
| Spanien (Promusicae)         | Platin                                                                 | 60.000    |
| Vereinigte Staaten (RIAA)    | Gold                                                                   | 500.000   |
| Vereinigtes Königreich (BPI) | Platin                                                                 | 600.000   |
| Insgesamt                    | 1× Silber · 3× Gold · 3× Platin ·                                      | 1.410.000 |

Hauptartikel: Queen (Band)/Auszeichnungen für Musikverkäufe